# Centrale thermique de Bayswater
La centrale thermique de Bayswater est une centrale thermique en Nouvelle-Galles du Sud en Australie.